# 14 Dywizja Strzelecka Wojsk Konwojujących NKWD
14 Dywizja Strzelecka Wojsk Konwojujących NKWD (ros. 14-я дивизия конвойных войск НКВД СССР) – jedna z dywizji piechoty wojsk NKWD z okresu II wojny światowej.
Została sformowana we wrześniu 1940 w Moskwie. W lutym 1942 przekształcona w 36 Dywizję Strzelecką Wojsk Konwojujących NKWD.